# Lüftungsanlage

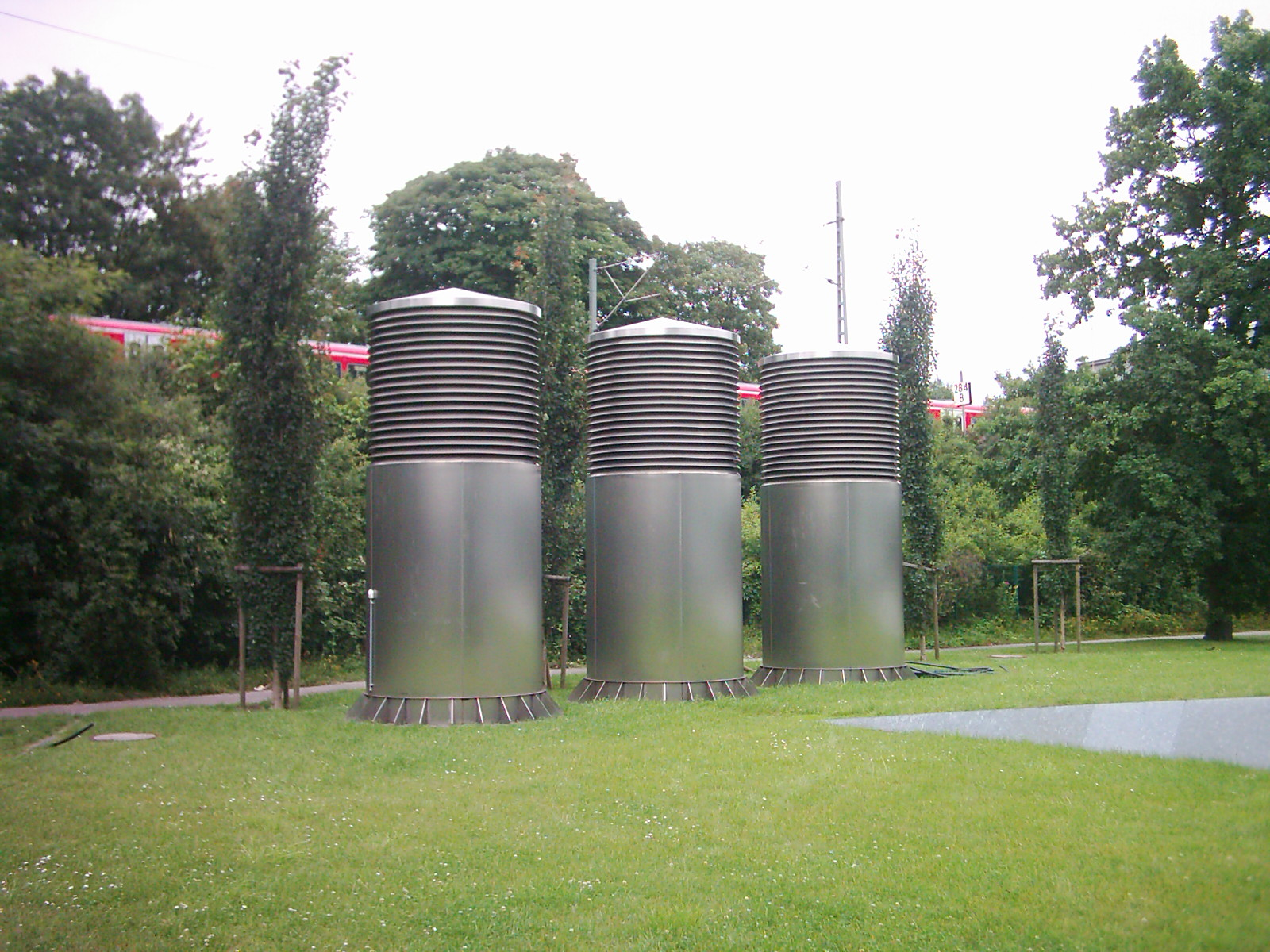
Lüftungstürme für Außenluft oder Fortluft

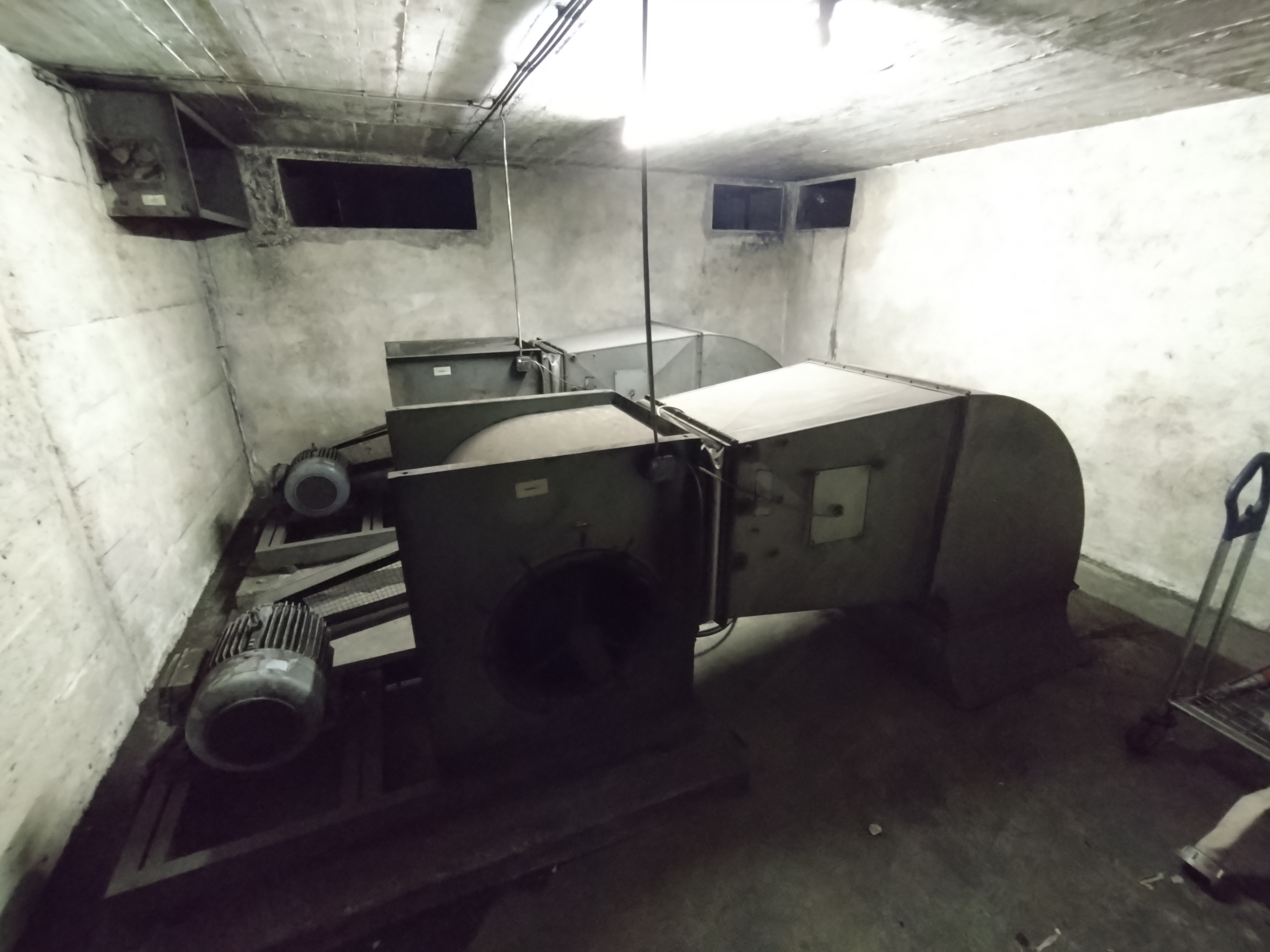
Lüftungstechnik einer Tiefgarage

Eine Lüftungsanlage ist eine technische Einrichtung zur Belüftung von Wohn-, Büro- und Betriebsräumen. Den Räumen wird Außenluft zugeführt und „verbrauchte“ oder belastete Abluft abgeführt. Je nach Anwendungsfall gibt es Anlagen mit kontrollierter Zuluft (Zuluftanlage), kontrollierter Abluft (Abluftanlage) oder kombinierte Zu- und Abluftanlagen. Lüftungsanlagen sind Maschinen, die das Medium Luft ansaugen, transportieren, filtern, erwärmen, kühlen, desinfizieren, ent- bzw. befeuchten und auch wieder abführen. Eine Lüftungsanlage ist eine an den Baukörper angepasste technische Einrichtung. Die notwendige Luftleistung und Qualität wird bedarfsabhängig ermittelt.
Der Oberbegriff Raumlufttechnik umfasst neben Lüftungsanlagen, die der Zuführung von Frischluft dienen, auch reine Umluftanlagen.

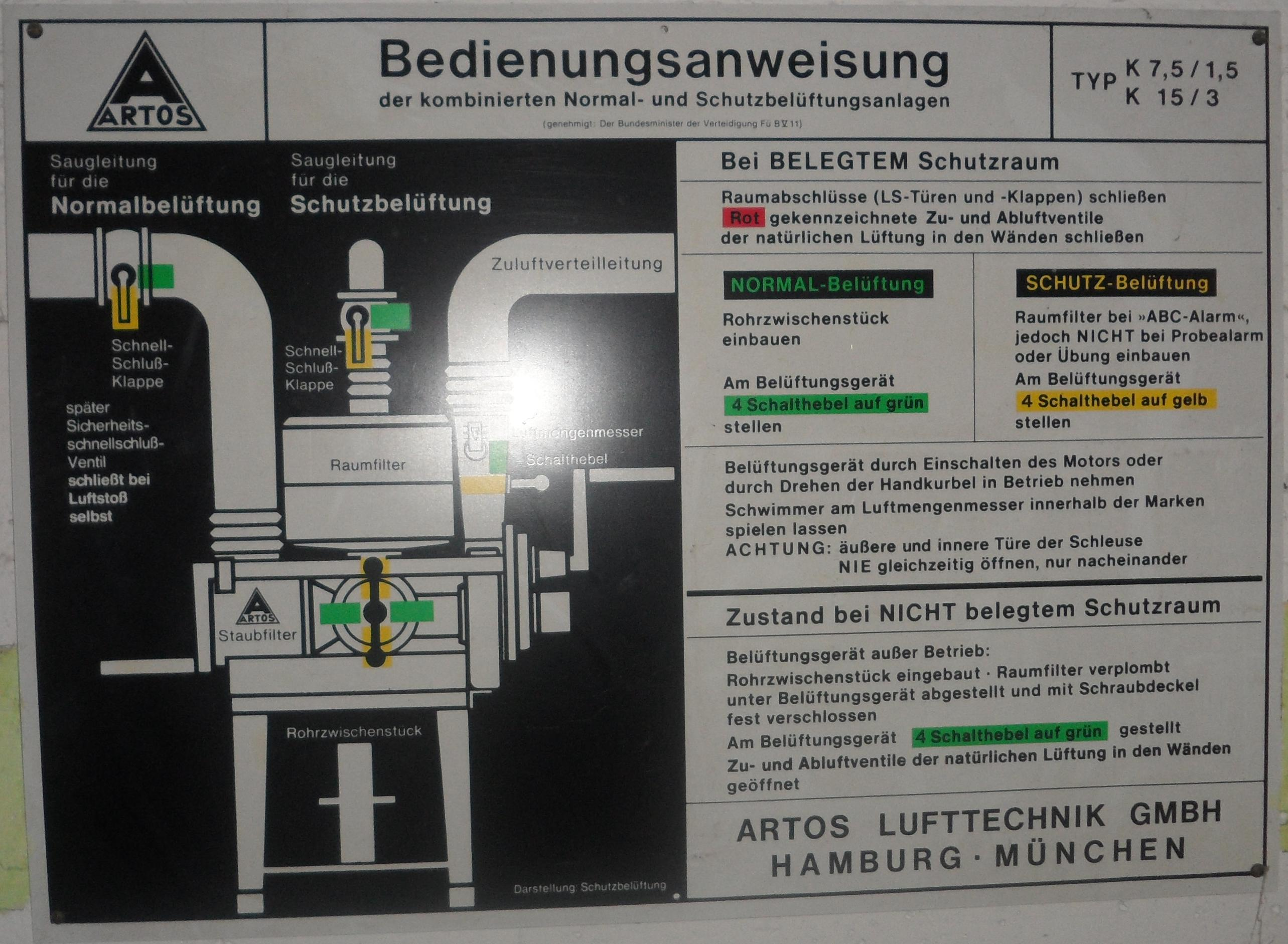
Lüftungsanlagen in Schutzräumen unterscheiden zwischen Normal- und Schutzbelüftung und sind mit einer Kurbel ausgestattet, die Lüftung auch bei Stromausfall ermöglicht

## Zuluftanlagen
Mit Zuluftanlagen ist es möglich, die Luft mit Komponenten wie
- Wärmerückgewinnung (WRG) mit oder ohne Feuchteübertragung,
- Mischkammer,
- Heizregister/Lufterhitzer (LH),
- Nacherhitzer (NE)

zu beeinflussen. Bei Kühlung oder Befeuchtung der Luft handelt es sich um eine Teil-Klimaanlage.
Bei Erfüllung der thermodynamischen Funktionen Heizen, Kühlen, Befeuchten und Entfeuchten handelt es sich um eine Klimaanlage bzw. umgangssprachlich um eine Voll-Klimaanlage.
Um Menschen und Maschinen vor Verunreinigungen aus der Luft (z. B. Pollen, Insekten, Staub) zu schützen, können Zuluftanlagen grobe und/oder feine Luftfilter und eventuell einen Elektrofilter besitzen. Diese Teile müssen regelmäßig getauscht oder abgereinigt werden. In größeren Anlagen sind die Luftfilter mit einem Druckschalter ausgestattet. Dieser Schalter erzeugt eine Meldung, wenn ein festgelegter Differenzdruck infolge Verschmutzung des Filters überschritten wird.

## Abluftanlagen

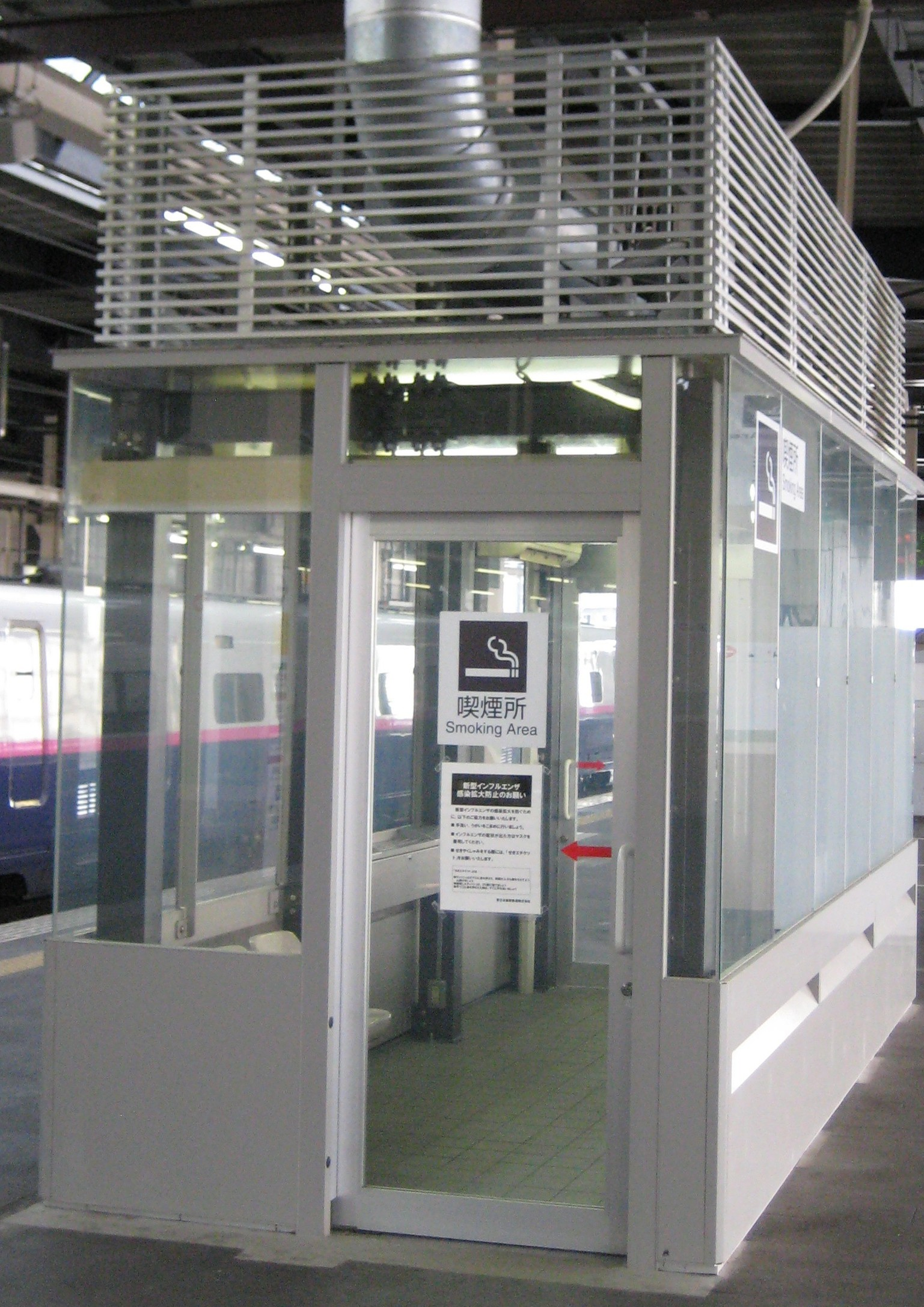
Nichtraucherschutz in Japan: Abgekapselter Raucherraum auf einem Bahnhof – Luftabsaugung auf dem Dach.

Das wohl größte Anwendungsgebiet von reinen Abluftanlagen findet sich in WC-Abluftanlagen in Wohnhäusern oder Geschäftshäusern. Abluftanlagen für Sanitärbereiche werden in der baurechtlich eingeführten DIN 18017-3 geregelt. Typische Abluftanlagen sind auch der Abzug in der Labortechnik mittels Digestorium, Tiefgaragen, Werkstätten, Fertigungsstätten, Lagerbereiche oder der Dunstabzug über Küchenhauben.
Bei Booten und Schiffen sorgt der Fahrtwind dafür, dass die Innenräume durch Dorade-Lüfter oder Windhutzen entlüftet werden.

## Zu- und Abluftanlagen
Kombinierte Zu- und Abluftanlagen werden zur Energieeinsparung oftmals mit einer Wärmerückgewinnung ausgestattet. Wärmerückgewinnungsanlagen sind in der Schweiz regional vorgeschrieben. Die Einsparung gegenüber einer konventionellen Lüftung entspricht etwa der Leistung des Wärmeübertragers und beträgt 40–90 % der eingesetzten Heizenergie gegenüber einer Anlage ohne Wärmerückgewinnung.

## Technik
Zu- und Abluftanlagen werden mit diversen Luftfilterelementen zum Schutz der Personen im Raum und der Lüftungsanlage selbst ausgestattet. In Ausnahmefällen wird auch die Fortluft, zur Minimierung von Gerüchen oder sonstigen Emission, mit geeigneten Filtern behandelt.
Bei Ventilatoren mit Keilriemen ist eine Keilriemenüberwachung obligatorisch. Die Überwachung kann über einen Druckwächter erfolgen. Dieser misst die Druckdifferenz, die sich vor und nach dem Lüfter aufbaut, wenn dieser in Betrieb ist. Wird diese Druckdifferenz über einen Zeitraum von ca. 60 s nicht aufgebaut, wird der Lüfter deaktiviert.
Die modernere Lösung ist die Überwachung durch ein Windfahnenrelais oder einen cosPhi-Wächter. Dies ist ein elektrisches Bauelement, das in die Einspeisung des Elektromotors eingefügt wird. Läuft der Motor ohne Last, d. h., der Keilriemen ist gerissen, wird der Motor dadurch ausgeschaltet.
In der Regel werden Lüftungsanlagen mit automatischen Lüftungsklappen versehen (in der Schweiz über die SIA-Norm 180, die ein dichtes Gebäude vorschreibt), die sich, wenn die Lüftungsanlage auf AUS geschaltet ist, schließen. Abhängig vom baulichen Brandschutz vor Ort werden auch Brandschutzklappen zwischen einzelne Brandabschnitte eingebaut.
Kleinere, einfachere Lüftungsanlagen werden durch Kompaktregler gesteuert. Bei größeren Anlagen erfolgt die Regelung durch DDC-GA-Steuerungen. Diese werden dann in die Gebäudeautomation eingebunden und über die Gebäudeleittechnik gesteuert (Gebäudetechnik).
Bei Anlagen mit Außenluftbeimischung und Luft/Wasser Wärmetauscher ist zum Schutz des Heizregisters ein Frostschutzthermostat vorgesehen, wenn das Heizregister ohne Glycol betrieben wird. Dieser deaktiviert die Lüftungsanlage wenn beim Heizregister die voreingestellte Temperatur (variabel, meistens 5 °C) unterschritten wird. Zudem wird das Heizungsventil zum Schutz des Heizregisters auf 100 % geöffnet, die Lüftungsanlage abgeschaltet und die Pumpe eingeschaltet. Auch evtl. vorhandene Außenluftklappen werden geschlossen, damit keine kalte Luft mehr nachströmen kann.
Weiterhin wird auch oft durch die Regelung ein wasserseitiger Frostschutz realisiert, wobei die Rücklauftemperatur über das Heizventil auf eine Mindesttemperatur geregelt wird. Damit wird einem Ansprechen des luftseitigen Frostschutzthermostaten vorgebeugt.
Weitere wesentliche Bestandteile: Wetterschutzgitter, Jalousieklappen, Schalldämpfer, AUL-Filter, Ventilator, Wärmerückgewinnung, Heizregister, Thermostate, ZUL-Filter, Lüftungskanal, Brandschutzklappe, Lüftungsklappe, Klappenstellantrieb, Lüftungsgitter.

## Hygiene in Lüftungsanlagen
Alle Lüftungsanlagen unterliegen gewissen hygienischen Anforderungen. In Deutschland wurde hierfür die VDI 6022 geschaffen; sie regelt die Verantwortung des Planers, des Installateurs, bis hin zum Betreiber. Durch vorbeugende Maßnahmen bzw. später wiederkehrende Inspektionen, Wartung und Reinigung ist die Lüftungsanlage in ihrer Funktion zu kontrollieren und aufrechtzuerhalten. Folgeerscheinungen, die im Zusammenhang mit dem Gebäude selbst, dem Menschen und der Lüftungsanlage darin auftreten, werden auch unter dem Begriff SBS zusammengefasst und sind zu beseitigen.
Im Gegensatz zu Klimaanlagen sind die Luftzuführungen in Lüftungsanlagen nicht zusätzlich feuchtebelastet. Durch eine Nachheizung wird sogar die relative Luftfeuchte verringert, so dass Bakterien, Viren und Keime keine gute Lebensgrundlage besitzen und von ihnen keine erhöhte Gefahr ausgeht. Demgegenüber können die Abluftkanäle durch feucht-warme Abluft (beispielsweise Küche, Bad) durchaus schmutz- und keimbelastet sein. Für die Bewohner stellt dies allerdings keine Gesundheitsgefährdung dar.
Im Kontext der weltweiten COVID-19-Pandemie ab 2020, bei der das Virus größtenteils über Aerosole übertragen wurde, gewann die Hygienefrage bei Belüftungsanlagen von Gebäuden eine neue Dimension. Experten forderten einen „Paradigmenwechsel“ in dem Sinne, dass sich die künftigen Bauvorschriften mehr mit der Vermeidung von über die Luft übertragenen Infektionen befassen müssten. Nach Expertenschätzungen würden effektive Hygienemaßnahmen zur Verhinderung von solchen Infektionen die Kosten eines Gebäudes nur um etwa 1 Prozent erhöhen, während die COVID-19-Pandemie pro Monat etwa 1000 Milliarden US$ volkswirtschaftliche Kosten verursache. Alleine die Gesundheitskosten aufgrund von Influenza lägen in den Vereinigten Staaten bei 11,3 Milliarden US$ jährlich.

## Normen und Richtlinien

### Normen und Gesetzliche Vorschriften
In den Bundesländern von Deutschland gelten neben den jeweiligen Bauordnungen auch die Lüftungsanlagenrichtlinien als eingeführte technische Baubestimmung. Als Vorlage für diese wird die Muster-Lüftungsanlagenrichtlinie (M-LüAR) verwendet.
- DIN 1946 Raumlufttechnik
- Maschinenverordnung 9. ProdSV, §2 Absatz  2, Satz 4, 
  - Teil 4: Raumlufttechnische Anlagen in Gebäuden und Räumen des Gesundheitswesens
  - Teil 6: Lüftung von Wohnungen – Allgemeine Anforderungen, Anforderungen zur Bemessung, Ausführung und Kennzeichnung, Übergabe/Übernahme (Abnahme) und Instandhaltung
  - Teil 6, Beiblatt 1: Lüftung von Wohnungen – Allgemeine Anforderungen, Anforderungen zur Bemessung, Ausführung und Kennzeichnung, Übergabe/Übernahme (Abnahme) und Instandhaltung – Beispielberechnungen für ausgewählte Lüftungssysteme
- DIN 4719 Lüftung von Wohnungen – Anforderungen, Leistungsprüfungen und Kennzeichnung von Lüftungsgeräten
- DIN 18017, Lüftung von Bädern und Toilettenräumen ohne Außenfenster
- EN 12097 Lüftung von Gebäuden – Luftleitungen – Anforderungen an Luftleitungsbauteile zur Wartung von Luftleitungssystemen
- EN 15251 Eingangsparameter für das Raumklima zur Auslegung und Bewertung der Energieeffizienz von Gebäuden – Raumluftqualität, Temperatur, Licht und Akustik
- EN 15780 Lüftung von Gebäuden – Luftleitungen – Sauberkeit von Lüftungsanlagen
- EN 16798, Energetische Bewertung von Gebäuden – Lüftung von Gebäuden
  - Teil 3: Lüftung von Nichtwohngebäuden – Leistungsanforderungen an Lüftungs- und Klimaanlagen und Raumkühlsysteme
  - Teil 5-1: Berechnungsmethoden für den Energiebedarf von Lüftungs- und Klimaanlagen (Module M5-6, M5-8, M6-5, M6-8, M7-5, M7-8) – Methode 1: Verteilung und Erzeugung
  - Teil 5-2: Berechnungsmethoden für den Energiebedarf von Lüftungssystemen (Module M5-6, M5-8, M6-5, M7-5, M7-8) – Methode 2: Verteilung und Erzeugung
  - Teil 7: Berechnungsmethoden zur Bestimmung der Luftvolumenströme in Gebäuden einschließlich Infiltration (Modul M5-5)
  - Teil 17: Leitlinien für die Inspektion von Lüftungs- und Klimaanlagen (Module M4-11, M5-11, M6-11, M7-11)

### Deutsche Richtlinien
- AMEV RLT: Hinweise zur Planung und Ausführung von Raumlufttechnischen Anlagen für öffentliche Gebäude[4]
- ASR 3.5 (Bundesanstalt für Arbeitsschutz und Arbeitsmedizin; BAuA)[5]
- VDI 2052, Raumlufttechnische Anlagen für Küchen
- VDI 2050, Blatt 4: Anforderungen an Technikzentralen – Raumlufttechnik
- VDI 2053, Blatt 1: Raumlufttechnik – Garagen – Entlüftung
- VDI 2078, Berechnung der thermischen Lasten und Raumtemperaturen
- VDI 2081, Blatt 1: Geräuscherzeugung und Lärmminderung in Raumlufttechnischen Anlagen
- VDI 2082, Raumlufttechnik – Verkaufsstätten
- VDI 2083, Reinraumtechnik
  - Blatt 1: Partikelreinheitsklassen der Luft
  - Blatt 4.1: Planung, Bau und Erst-Inbetriebnahme von Reinräumen
  - Blatt 5.1: Betrieb von Reinräumen
- VDI 2087, Luftleitungssysteme – Bemessungsgrundlagen,
- VDI 3803,
  - Blatt 1: Raumlufttechnik – Zentrale Raumlufttechnische Anlagen – Bauliche und technische Anforderungen
  - Blatt 5: Raumlufttechnik, Geräteanforderungen – Wärmerückgewinnungssysteme
- VDI 6022, Blatt 1: Raumlufttechnik, Raumluftqualität – Hygieneanforderungen an Raumlufttechnische Anlagen und Geräte

### Europäische Richtlinien und Gesetze, die in Deutschland und Österreich gelten
- 2006/42/EG Maschinenrichtlinie – Sicherheit von Maschinen, in Deutschland umgesetzt durch 9.ProdSV §2, Absatz 2, Satz C
- 2009/125/EG Ökodesign-Richtlinie
- 2014/30/EU Elektromagnetische Verträglichkeit
- 2014/35/EU Niederspannungsrichtlinie